# 肌肉組織
肌肉組織（Muscle tissue）是組成動物身體肌肉的軟組織，肌肉的收縮是透過肌肉組織進行的。這和肌肉中其他的組織（例如腱或肌束膜）相反。肌肉組織是在胚胎發育時藉由肌發生（myogenesis）的過程而形成的。
肌肉組織隨著其機能以及在身體內的位置而不同。哺乳類有三種肌肉組織：骨骼肌（skeletal muscle，也稱為條紋肌）、平滑肌（smooth muscle）及心肌（cardiac muscle，有時也稱為半條紋肌）。平滑肌和心肌都可以在沒有意識介入的情形下自發性的收縮。這些肌肉是透過中樞神經系統的互動來所其活動，也會受到周邊神经丛或是內分泌系統的控制。骨骼肌只會在有意識下收縮，是受到中樞神經系統的影響。反射是一種骨骼肌的無意識動作，雖然進行時不會有大脑皮质的介入，但仍然是由中樞神經系統使其動作。
三種肌肉組織對神经递质及激素（例如乙醯膽鹼、去甲基腎上腺素、腎上腺素及一氧化氮等）的反應是不同的的，依其肌肉形態以及組織在肌肉中的位置而定。
肌肉組織也可以根據其他的特性來分類，例如以其中肌红蛋白、線粒體、肌球蛋白ATP酶的含量來分類。

## 結構
肌肉（肌細胞）是長型的細胞，其長度從數毫米到十厘米不等，寬度則在10至100微米之間。肌肉細胞相互結合，形成組織，肌肉組織是條紋肌或平滑肌則依稱為肌絲的肌原纤维收缩蛋白，是否有規則、週期性的出現在肌肉組織中而定。條紋肌可以再細分為骨骼肌以及心肌。骨骼肌會受意識控制，而平滑肌不會。因此 肌肉組織可以分為以下的三種：
- 骨骼肌在結構上有條紋，會受意識控制，透過腱（有些部位會透過腱膜|）連結到骨骼，配合骨骼系統讓動物可以運動並且維持其姿勢（雖然姿勢控制一般而言是無意識的，參照本體感覺，不過相關肌肉也可以受意識控制）。成人男性的骨骼肌平均約佔體重的42%，成人女性的骨骼肌平均約佔體重的36%[4]。
- 平滑肌，本身沒有條紋，也不受意識控制，會出現在器官或是生理結構（例如食道、胃、小腸及大腸、支氣管、尿道、膀胱、血管）的器壁上，也在皮膚中控制毛髮豎立的起毛肌（英语：erectores pilorum）中。

脊椎动物有以下這種肌肉：
- 心肌，只存在在心臟中，是類似骨骼肌一樣有條紋的肌肉，但不受意識控制。

心肌及骨骼肌有條紋的原因是其中包括肌小節，而且肌肉結合成高度規則的束狀結構。平滑肌則不然。骨骼肌會呈規則的、平行的肌肉束，心肌會以分支、不規則的角度相連接（稱為肌間盤intercalated disc）。條紋肌會以時間較短、強度較高的方式進行收縮及放鬆，而平滑肌可以維持時間較長，甚至近乎於永久性的收縮。

### 三種組織比較
|              | 平滑肌              | 心肌                 | 骨骼肌                 |
| 解剖學       |                     |                      |                        |
| 神经肌肉接点 | 無                  | 無                   | 有                     |
| 肌纖維       | 梭形，短（<0.4 mm） | 分支                 | 柱形，長（<15 cm）     |
| 線粒體       | 少                  | 多                   | 有多有少，依種類而定   |
| 细胞核       | 1                   | 1                    | >1                     |
| 肌小節       | 無                  | 有，最長2.6 µm       | 有，最長3.7 µm         |
| 合胞体       | 無（獨立細胞）      | 無（但有類似的功能） | 有                     |
| 内质网       | 較短                | 中等                 | 較長                   |
| ATPase       | 少                  | 中等                 | 豐富                   |
| 生理學       |                     |                      |                        |
| 自調節       | 自發性調節（慢）    | 有（快速）           | 無（依神經刺激而反應） |
| 對刺激的反應 | 不反應              | 全有全無律           | 全有全無律             |
| 动作电位     | 是                  | 是                   | 是                     |
| 對刺激的反應 |                     |                      |                        |

### 骨骼肌
骨骼肌可以再細分為以下的幾類：

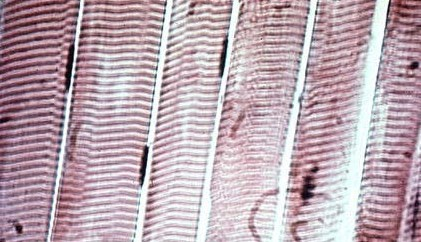
顯微鏡下的條紋骨骼肌。其中垂直的條紋是肌纖維，橫向的條紋（有深淺相間的條紋）是因為細胞中纖維的組成及密度不同，造成視覺上的差異。肌纖維後類似雪茄的深色花斑是肌肉細胞的細胞核

- I型肌纖維，也稱為紅肌肉纖維、氧化型慢肌（slow oxidative muscle）或是慢縮肌（slow twitch muscle），其中有許多的線粒體及肌红蛋白，因此其肌肉組織會是紅色。這種肌肉可以儲存較多的氧氣，也可維持有氧運動。
  - 根據目前的研究，I型肌纖維有時也可以再細分為I型及Ic型肌纖維[5]
- II型肌細胞，也稱為快縮肌（fast twitch muscle），主要可分為三種，以收縮速度由小到大排列如下：[6]：
  - IIa型，類似慢縮肌，進行有氧運動，富含線粒體和微血管，在去氧時會出現紅色。
  - IIx型有時也稱為IId型，線粒體和其類似慢縮肌，進行有氧運動，富含線粒體和肌红蛋白較少。這是人類反應最快的肌肉組織。這種肌肉收縮的更快，出力也比氧化肌要大，但只能維持短暫的時間，肌肉會進行無氧代謝，以提供突然性的能量，但之後肌肉會疼痛（疼痛常錯誤的認為是乳酸堆積）。有些教科書及論文會誤將這類肌肉稱為IIB型[7]。
  - IIb型肌肉是利用糖酵解的無氧代謝來提供能量，其肌肉呈白色，其線粒體及肌红蛋白更少。在囓齒動物之類的小動物中，IIb型肌肉是其主要的快速肌肉類型，因此其身體顏色為淺色。

### 平滑肌
平滑肌是不受意識控制的肌肉，沒有條紋平滑肌可以分為兩類：單組織平滑肌及多組織平滑肌。單組織平滑肌中，整束肌肉成為合胞體（多核細胞質團，但不細分為細胞）多組織平滑肌就會細分為細胞，因此可以有精細的控制以及漸進的反應，就像骨骼肌中的運動單元反應一樣。
平滑肌會在淋巴管、膀胱、子宮（稱為子宮平滑肌）、男性及女性的生殖道、消化道、呼吸道、皮膚的立毛肌、眼部的睫狀肌以及虹膜。不同器官中的平滑肌細胞結構及機能基本上是相近的，不過因為配合各器官的不同反應時間進行對應動作，其誘導刺激顯著的不同。另外，腎臟的腎小球也有類似平滑肌的腎小球系膜細胞。

### 心肌
心肌（Cardiac muscle）是心臟部位不受意識控制的條紋肌組織，出現在心臟壁，也是心臟的基礎組織。組成心臟肌肉的細胞稱為心肌細胞，多半只有一個細胞核，不過也有二個或四個細胞核的情形。心肌（myocardium）是心臟中的肌肉組織，是在外圍的心外膜層及內圈的心内膜層之間，較厚的一層組織。
心肌細胞會有協調性的收缩，將心房及心室的血液打到往全身以及肺部的血管中，成為血液循環的一部份。這些精細的機制讓心臟可以定時的收縮。
心肌細胞和身體其他細胞不同，需要有效的血液及電子來源來提供氧氣及養份，並且移除像二氧化碳之類的代謝後產物。冠状血管就是負責這類機能的血管。